# Derinkuyu, Muğla
Derinkuyu là một xã thuộc thành phố Muğla, tỉnh Muğla, Thổ Nhĩ Kỳ. Dân số thời điểm năm 2011 là 413 người.